# العلاقات الإثيوبية الكازاخستانية
العلاقات الإثيوبية الكازاخستانية هي العلاقات الثنائية التي تجمع بين إثيوبيا وكازاخستان.

## مقارنة بين البلدين
هذه مقارنة عامة ومرجعية للدولتين:
| وجه المقارنة                                              | إثيوبيا                        | كازاخستان                      |
| --------------------------------------------------------- | ------------------------------ | ------------------------------ |
| المساحة (كم2)                                             | 1.10 مليون                     | 2.72 مليون                     |
| عدد السكان (نسمة)                                         | 104.96 مليون                   | 17.95 مليون                    |
| الكثافة السكانية (ن./كم²)                                 | 95.42                          | 6.6                            |
| العاصمة                                                   | أديس أبابا                     | نور سلطان                      |
| اللغة الرسمية                                             | اللغة الأمهرية                 | اللغة القازاقية، اللغة الروسية |
| العملة                                                    | بير إثيوبي                     | تينغ كازاخستاني                |
| الناتج المحلي الإجمالي (بليون دولار)                      | 80.56 مليار                    | 159.41 مليار                   |
| الناتج المحلي الإجمالي (تعادل القوة الشرائية) بليون دولار | 161.90 مليار                   | 439.39 مليار                   |
| الناتج المحلي الإجمالي الاسمي للفرد دولار أمريكي          | 619                            | 10.51 ألف                      |
| الناتج المحلي الإجمالي للفرد دولار أمريكي                 | 1.50 ألف                       | 24.23 ألف                      |
| مؤشر التنمية البشرية                                      | 0.442                          | 0.788                          |
| رمز المكالمات الدولي                                      | +251                           | +7                             |
| رمز الإنترنت                                              | .et                            | .kz، .қаз ‏                     |
| المنطقة الزمنية                                           | ت ع م+03:00، توقيت شرق أفريقيا | ت ع م+05:00، ت ع م+06:00       |

## منظمات دولية مشتركة
يشترك البلدان في عضوية مجموعة من المنظمات الدولية، منها:
| علم المنظمة | اسم المنظمة                        | تاريخ انضمام إثيوبيا | تاريخ انضمام كازاخستان |
| ----------- | ---------------------------------- | -------------------- | ---------------------- |
|             | الاتحاد البريدي العالمي            | ?                    | ?                      |
|             | مؤسسة التنمية الدولية              | 11 أبريل 1961        | 23 يوليو 1992          |
|             | منظمة حظر الأسلحة الكيميائية       | ?                    | ?                      |
|             | الأمم المتحدة                      | 13 نوفمبر 1945       | 2 مارس 1992            |
|             | وكالة ضمان الاستثمار متعدد الأطراف | 13 أغسطس 1991        | 12 أغسطس 1993          |
|             | منظمة الشرطة الجنائية الدولية      | ?                    | ?                      |
|             | مؤسسة التمويل الدولية              | 20 يوليو 1956        | 30 سبتمبر 1993         |
|             | البنك الدولي للإنشاء والتعمير      | 27 ديسمبر 1945       | 23 يوليو 1992          |
|             | الاتحاد الدولي للاتصالات           | 20 فبراير 1932       | 23 فبراير 1993         |
|             | الفريق المعني برصد الأرض           | ?                    | ?                      |
|             | يونسكو                             | 1 يوليو 1955         | 22 مايو 1992           |

## وصلات خارجية
- موقع وزارة الخارجية الإثيوبية
- موقع وزارة الخارجية الكازاخستانية